# Сидни (Монтана)
Сидни (енгл. Sidney) град је у америчкој савезној држави Монтана.

## Демографија
По попису из 2010. године број становника је 5.191, што је 417 (8,7%) становника више него 2000. године.
| Група             | 2000.         | 2010.         |
| Белци             | 4.511 (94,5%) | 4.815 (92,8%) |
| Афроамериканци    | 5 (0,1%)      | 3 (0,1%)      |
| Азијати           | 15 (0,3%)     | 20 (0,4%)     |
| Хиспаноамериканци | 116 (2,4%)    | 179 (3,4%)    |
| Укупно            | 4.774         | 5.191         |